# Турн-и-Таксис, Александр Фердинанд
Александр Фердинанд фон Турн-и-Таксис (нем. Alexander Ferdinand von Thurn und Taxis; 21 марта 1704, Франкфурт-на-Майне — 17 марта 1773, Регенсбург) — 3-й князь Турн-и-Таксис и генеральный почтмейстер Имперской почты с 8 ноября 1739 года до своей смерти.

## Жизнь
Александр Фердинанд был старшим ребёнком и единственным выжившим сыном князя Ансельма Франца Турн-и-Таксис и его супруги принцессы Марии Лобковиц.
С 1 февраля 1743 года по 1745 год Александр Фердинанд служил главным комиссаром императора Священной Римской империи Карла VII в рейхстаге во Франкфурте-на-Майне. Когда рейхстаг переехал в Регенсбург при правлении императора Франца I Стефана, Александр Фердинанд был восстановлен в должности главного комиссара в 1748 году. Именно по этой причине Александр Фердинанд перенёс основную резиденцию княжеского дома Турн-и-Таксис из Франкфурта-на-Майне в Регенсбург. 30 мая 1754 года Александр Фердинанд присоединился к коллегии императорских князей.

## Браки и дети
Его несостоявшейся невестой была Августа Баден-Баденская (1704—1726), единственная дочь маркграфа Людвига Вильгельма Баден-Баденского и Сибиллы Саксен-Лауэнбургской.
11 апреля 1731 года Александр Фердинанд женился на принцессе Софии Кристиане Луизе Бранденбург-Байрейтской (1710—1739), старшей дочери маркграфа Георга Фридриха Карла Бранденбург-Байрейтского и его супруги Доротеи Шлезвиг-Гольштейн-Зондербург-Бекской. У них было пятеро детей:
- София Кристина (1731)
- Карл Ансельм (1733—1805), князь Турн-и-Таксис, женат на Августе Елизавете Вюртембергской (1734—1787), затем на Елизавете Гильдебранд фон Трайн
- Луиза Августа Шарлотта (1734—1735)
- Фридрих Август (1736—1755)
- Людвиг Франц (1737—1738)

Овдовев, 22 марта 1745 года он женился на Луизе де Лоррен (1722—1747), старшей дочери Луи де Лоррена, принца де Ламбеск, и его супруги Жанны Генриетты Маргариты де Дюрфор. Детей в браке не было.
Третьей женой 21 сентября 1750 года стала принцесса Мария Генриетта Йозефа фон Фюрстенберг-Штюлинген, дочь Йозефа Вильгельма Эрнеста, князя Фюрстенберг-Фюрстенберга и его жены графини Терезии Анны Марии Элеоноры Вальдштейнской. У них было семеро детей:
- Мария Терезия (1755—1810)
- Йозефина (1759)
- Генрих Александр (1762)
- Франц Йозеф (1764—1765)
- Мария Анна Йозефа (1766—1805)
- Мария Елизавета Александрина (1767—1822)
- Максимилиан Йозеф (1769—1831)

От этого брака происходит чешская ветвь князей Турн-и-Таксис.